# Partito Comunista di Corea
Il Partito Comunista di Corea (in chosŏngŭl: 조선공산당?, Chosŏn KongsandangLR) è stato un partito comunista coreano, fondato durante un incontro segreto a Seul nell'aprile del 1925.
Il Governatore generale della Corea bandì i partiti comunisti con la Legge della preservazione della pace, così il partito dovette operare clandestinamente. I leader del partito erano Kim Yong-bom e Pak Hon-yong.
Il partito divenne la sezione coreana dell'Internazionale Comunista al VI Congresso dell'Internazionale tra agosto e settembre del 1928, ma, dopo solo pochi mesi come sezione coreana del Comintern, le faide perpetue tra le fazioni rivali che hanno tormentato il partito sin dalla sua fondazione portarono il Comintern a sciogliere il Partito Comunista di Corea nel dicembre dello stesso anno. Tuttavia, il partito continuò a esistere tramite varie cellule mentre alcuni comunisti, tra cui Kim Il-sung, andarono in esilio in Cina, dove si unirono al Partito Comunista Cinese. Nei primi anni trenta, i comunisti cinesi e coreani iniziarono delle attività di guerriglia contro le forze armate giapponesi.
Dopo la liberazione nel 1945, la situazione dei coreani comunisti cambiò considerevolmente. La penisola venne divisa e a sud venne istituito un governo militare statunitense mentre il nord fu posto sotto l'amministrazione civile sovietica. Di conseguenza, le condizioni operative del partito furono molto diverse nelle due zone.
A sud, il leader del partito Pak Hon-yong, combattente della resistenza, divenne attivo a Seul dopo il suo rilascio nel 1945 e riorganizzò il Comitato centrale divenendone il Segretario. Essendo situato a Seul, Pak ebbe contatti limitati con le forze sovietiche di occupazione a nord.
L'Armata Rossa liberò la Corea settentrionale nell'agosto del 1945. La maggior parte dei membri del Partito Comunista di Corea erano nell'area meridionale della penisola e vi erano pochissimi quadri comunisti a nord. I sovietici iniziarono a far affidamento sui comunisti in esilio tornati in Corea alla fine della seconda guerra mondiale come anche ai coreani etnici che facevano parte della grande comunità coreana nell'URSS e perciò cittadini sovietici.
Kim Il-sung divenne una figura di spicco del partito nelle aree settentrionali. Dopo gli anni da leader guerrigliero, Kim Il-sung si era trasferito in Unione Sovietica (dove gli storici sostengono sia nato il figlio Kim Jong-il nel 1941) ed era diventato Capitano nell'Armata Rossa. Il suo battaglione arrivò a Pyongyang proprio quando i sovietici erano in cerca di una persona che avrebbe potuto assumere il ruolo di leader in Corea del Nord.
Il 13 ottobre 1945 nacque Ufficio nordcoreano del Partito Comunista di Corea: sebbene fosse tecnicamente sotto il contro della leadership situata a Seul, l'Ufficio aveva pochi contatti con la Corea del Sud e lavorava assieme all'Autorità civile sovietica. Il primo direttore dell'Ufficio fu Kim Yong-bom, inviato in Corea per conto del Comintern negli anni trenta per condurre attività in incognito. Kim Il-sung fu un membro dell'Ufficio alla sua fondazione e sostituì Kim Yong-bom nel suo ruolo nel dicembre del 1945. Gli storici ufficiali nordcoreani discussero successivamente tale avvenimento, sostenendo che Kim Il-sung divenne direttore dell'Ufficio sin dall'inizio. Inoltre, le fonti ufficiali nordcoreane affermano che l'incontro istitutivo sarebbe stato tenuto il 10 ottobre, corrispondente al cosiddetto "Giorno della fondazione del Partito"nel quale Kim Il-sung formò il primo partito marxista-leninista genuino nel paese. Gli storici ufficiali nordcoreani cercano di sminuire il ruolo dei primi leader comunisti come Pak Hon-yong, sostenuti da fonti ufficiali che oltretutto riportano un cambio di nome dell'Ufficio in "Comitato organizzativo del Partito Comunista della Corea del Nord" (spesso riferito come il "Partito Comunista della Corea del Nord").
Il 22 luglio 1946, l'Ufficio nordcoreano si unì al Nuovo Partito del Popolo di Corea, il Partito Democratico e il Partito Chondoista Chongu per formare il Fronte Democratico per la Riunificazione della Patria
Il 29 luglio 1946, il Nuovo Partito del Popolo e l'Ufficio nordcoreano organizzarono un plenum congiunto dei Comitati centrali di entrambi i partiti e decisero di fondersi in una sola entità. Tra il 28 e il 30 fu organizzata la conferenza fondatrice del Partito del Lavoro della Corea del Nord.
Il resto del partito, ancora attivo nelle aree meridionali, lavorò con il nome di Partito Comunista della Corea del Sud. Il partito si unì con la parte meridionale del Nuovo Partito del Popolo e con una fazione del Partito del Popolo di Corea, fondando il Partito del Lavoro della Corea del Sud il 23 novembre 1946.